# Hackenheim
Hackenheim település Németországban, Rajna-vidék-Pfalz tartományban. Lakosainak száma 2099 fő (2023. december 31.).

## Népesség
A település népességének változása:
| Lakosok száma | 1569 | 2070 | 2068 | 2080 | 2093 | 2099 |
|               | 1975 | 2017 | 2019 | 2021 | 2022 | 2023 |